# Họ Cá nhám búa
Cá nhám búa hay cá mập đầu búa là tên gọi chung của các loài cá thuộc họ Sphyrnidae, thuộc bộ Cá mập mắt trắng (Carcharhiniformes) trong phân lớp Cá mang tấm (Elasmobranchii), lớp Cá sụn. Đặc điểm dễ nhận biết của các loài cá này là cấu trúc sụn đặc biệt ở đầu dẹt và mở rộng sang hai bên tạo thành hình dáng của một chiếc "búa" gọi là "cephalofoil". Các loại cá nhám búa thuộc hai chi Eusphyra và Sphyrna, trong đó phần nhiều các loại được xếp trong chi Sphyrna, riêng chi Eusphyra chỉ có một loài duy nhất là cá nhám cào (Eusphyra blochii).
Chiếc búa ở đầu loài cá nhám này được cho là có chức năng cảm nhận con mồi, vận động và thực hiện thao tác khi săn mồi. Khu vực sinh sống của cá nhám búa là các vùng biển ấm dọc theo bờ biển và vùng thềm lục địa, được tìm thấy nhiều nhất ở vùng biển đảo Malpelo (Colombia), đảo Cocos (Costa Rica), quần đảo Hawaii (Hoa Kỳ), phía Nam và Đông Phi.

## Mô tả

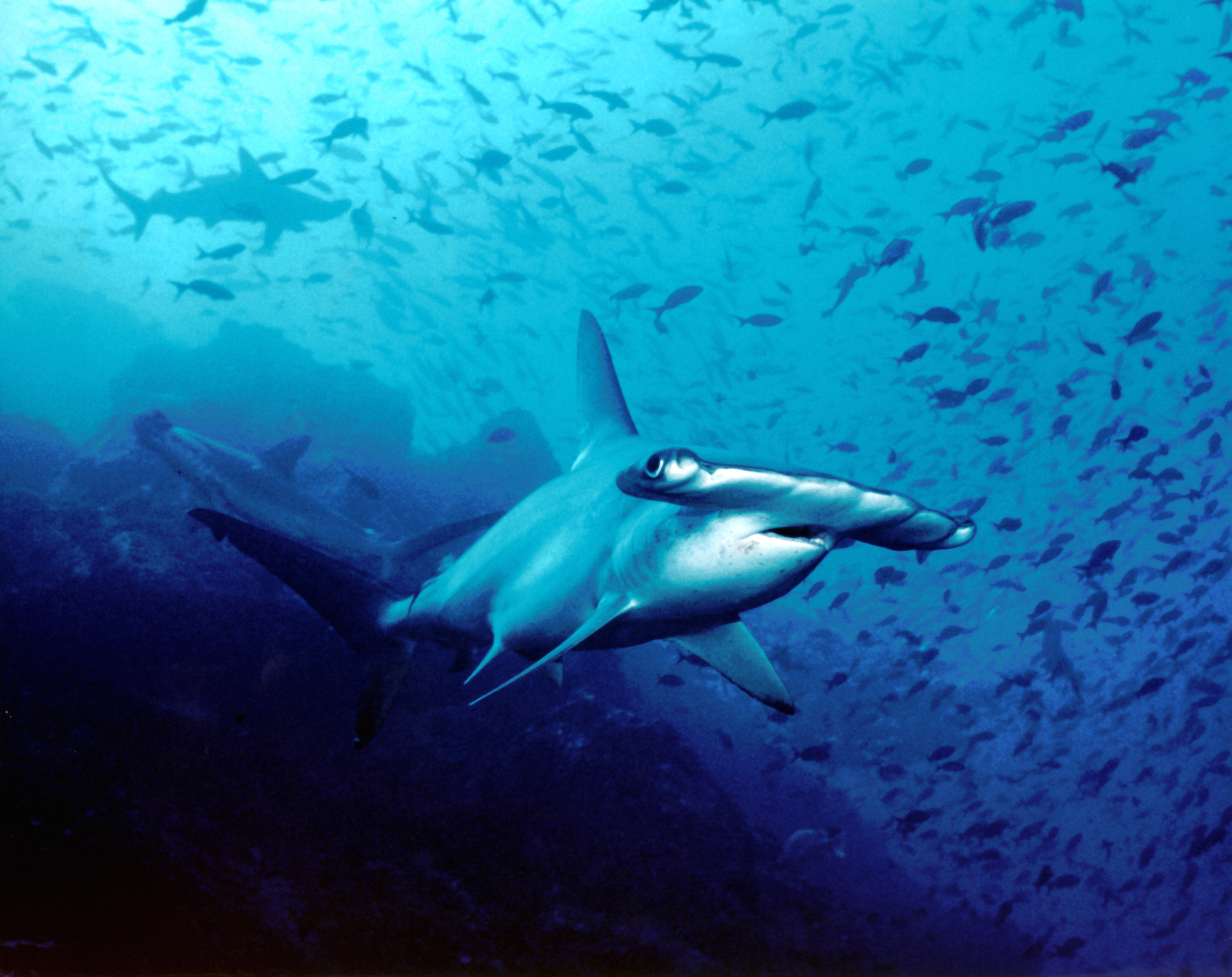
Cá nhám búa ở đảo Cocos, Costa Rica

Có 10 loài cá nhám búa được biết đến trên thế giới (thuộc 2 chi) có chiều dài từ 0,9 – 6 m và nặng từ 3 – 580 kg.. Chúng có những chiếc búa có vẻ cồng kềnh nhưng khá mảnh, có cấu tạo và được sắp xếp cân đối với đầu và cơ thể để thuận lợi cho khả năng di chuyển tốc độ khi săn bắt mồi. Màu sắc của loài này chủ yếu là màu xám hoặc xanh lá nhạt ở lưng còn bụng màu trắng.
Những nghiên cứu cho thấy loài cá nhám này được tiến hóa hình thành chiếc búa để tăng khả năng quan sát xung quanh , khi vị trí của mắt là nằm ở hai bên đầu chiếc búa khiến cho nó có tầm nhìn bao quát tới 360 độ ở mặt phẳng ở dưới (phía dưới so với nó). Giống như các loài cá nhám khác, cá nhám búa cũng có những cái lỗ nhỏ li ti giúp dò ra các con mồi dễ dàng hơn.
Chúng có cái miệng không cân xứng. Ban ngày, cá mập búa di chuyển theo đàn, có thể lên tới 100 cá thể, nhưng buổi tối, chúng lại là những kẻ săn mồi riêng lẻ.

## Phân loại
Chi Eusphyra (T. N. Gill, 1862)

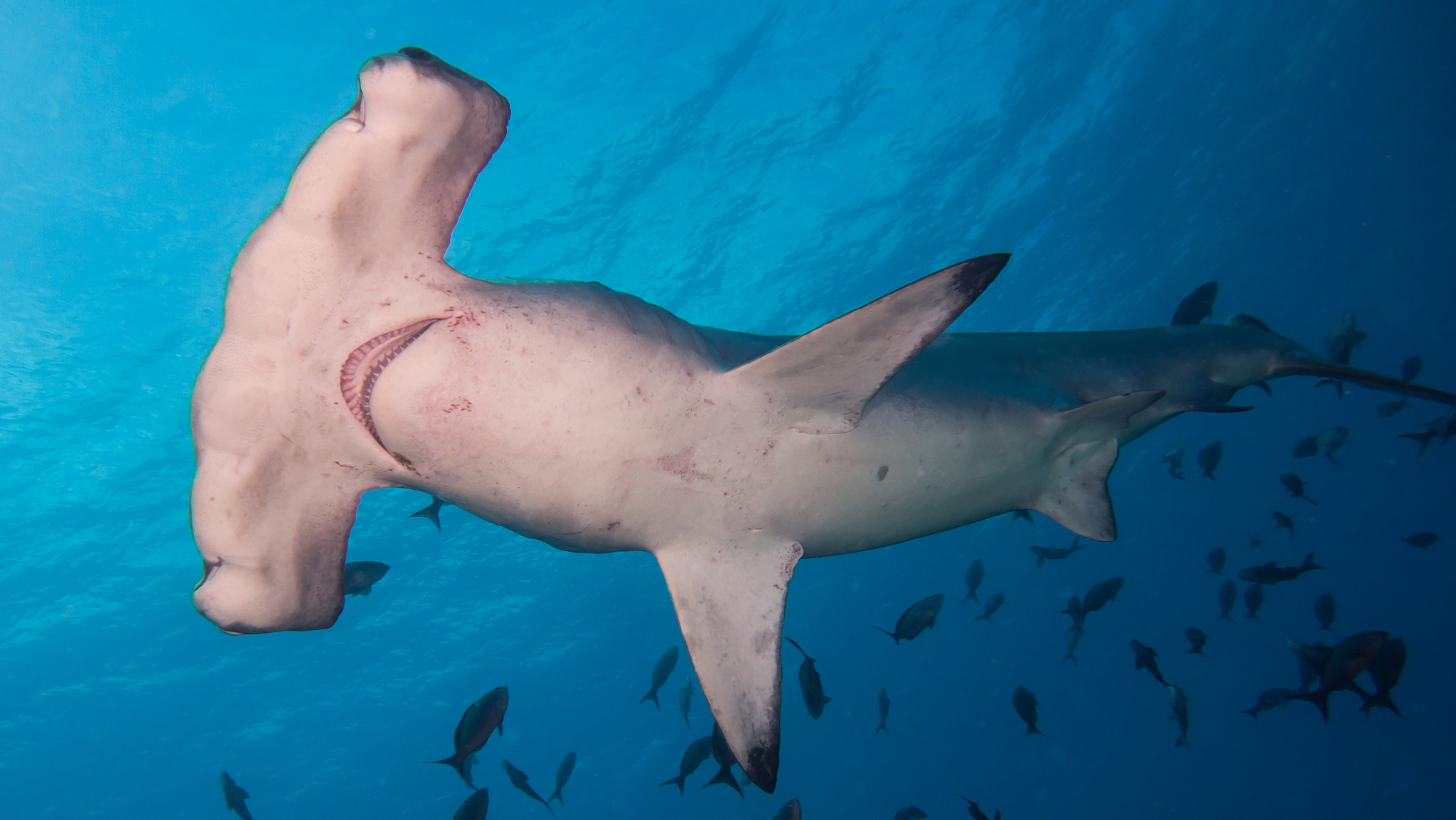
Cá nhám búa

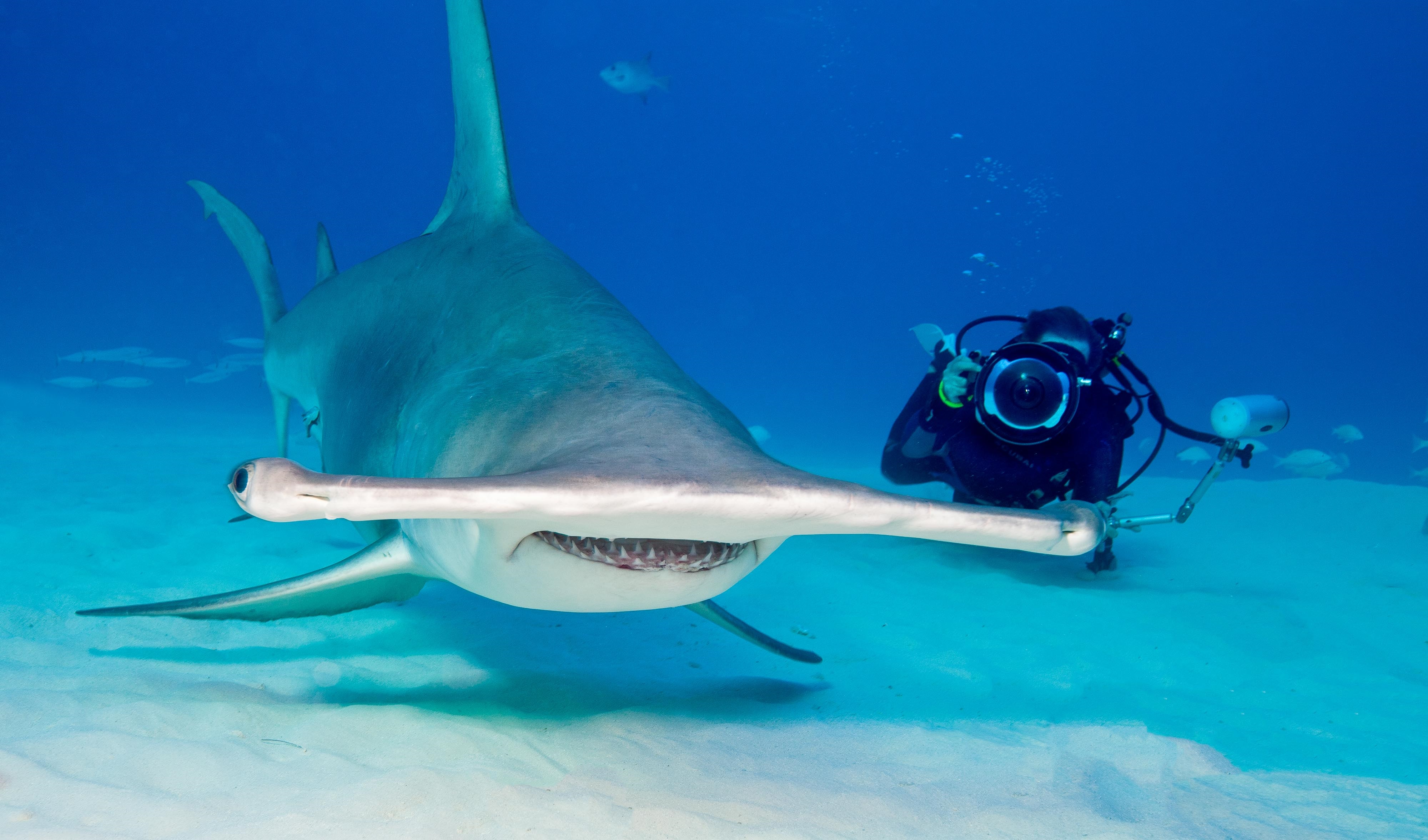

- Eusphyra blochii (Cuvier, 1817): Cá nhám cào

Chi Sphyrna (Rafinesque, 1810)9 loài
- Sphyrna corona (S. Springer, 1940): Cá nhám đầu quạt hay cá nhám búa đầu tròn
- Sphyrna couardi Cadenat, 1951: Cá nhám búa vây trắng
- Sphyrna gilberti Quattro, Driggers III, Grady, Ulrich & Roberts, 2013[8][8][9]: Cá nhám búa Carolina
- Sphyrna lewini (E. Griffith & CH Smith, 1834): Cá nhám búa
- Sphyrna media (S. Springer, 1940): Cá nhám đầu quạt Trung Mỹ
- Sphyrna mokarran (Rüppell, 1837): Cá nhám búa không rãnh
- Sphyrna tiburo (Linnaeus, 1758): Cá nhám đầu xẻng
- Sphyrna tudes (Valenciennes, 1822): Cá nhám búa mắt nhỏ hay cá nhám búa vàng
- Sphyrna zygaena (Linnaeus, 1758): Cá nhám búa mõm tròn

Loài Sphyrna gilberti được phát hiện ngoài khơi bờ biển Nam Carolina trong thời gian gần đây. Thông qua một số thí nghiệm di truyền và số lượng các đốt sống, người ta xác định nó là loài mới, không phải đồng loài với cá nhám búa.

## Sinh sản
Cá nhám búa sinh sản một lần duy nhất trong năm. Con đực sẽ cắn con cái cho đến khi nó đồng ý cho việc giao phối xảy ra. Mỗi lần đẻ, cá nhám búa sinh ra khoảng 12 - 15 con non (cá nhám búa không rãnh có thể sinh từ 20 - 40 con). Những con cá nhám con không được sự chăm sóc của bố mẹ mà chúng phải tự bơi với nhau về phía dòng nước ấm hơn để ở lại đó cho đến khi đủ lớn và tự săn mồi riêng lẻ được.
Năm 2007, cá nhám búa đầu nhọn đã được cho là có khả năng sinh sản vô tính, con cái không cần đến sự thụ tinh của con đực. Đây là loài cá nhám đầu tiên được biết đến khả năng đặc biệt này.

## Thức ăn
Thức ăn của cá nhám búa bao gồm cá, mực, bạch tuộc, động vật giáp xác, và thậm chí là các loài cá thuộc họ hàng của chúng như Cá đuối gai độc. Đầu độc đáo của chúng được sử dụng như một vũ khí khi đi săn. Con cá nhám búa sử dụng đầu của nó để làm mất khả năng tự vệ của con cá đuối gai , khiến nó yếu dần. Có một loài cá nhám búa hung hăng và lớn hơn cả là Cá nhám búa không rãnh. Loài này ăn tạp bao gồm tất cả mực, bạch tuộc và có thể ăn thịt đồng loại (các con cá nhám búa khác và cả con của chính chúng).